# 古生物学関連人物一覧
古生物学関連人物一覧（こせいぶつがくかんれんじんぶついちらん）は、古生物学者、化石発見者、絶滅生物の名前の由来になった人など古生物学にまつわる人の一覧。en:List of paleontologistsも参照。
- 東洋人については氏、それ以外はラストネームの50音順。
- 古生物学は地球科学の一分野であり、かつ生物学の一手段であるため、地球科学者、生物学者一覧と一部重複する。また、もともと博物学に由来するため、博物学者とも一部重複する（これらのページにあり、こちらのページにふさわしい未記載の人物があったら加筆すべきである）。
- この分野の日本語のページは非常に乏しいため他言語版の翻訳が望まれる。

| 目次 | 目次 | 目次 | 目次 | 目次 | 目次 | 目次 | 目次 | 目次 | 目次 | 目次 |
| ---- | ---- | ---- | ---- | ---- | ---- | ---- | ---- | ---- | ---- | ---- |
| わ   | ら   | や   | ま   | は   |      | な   | た   | さ   | か   | あ   |
|      | り   |      | み   | ひ   |      | に   | ち   | し   | き   | い   |
| を   | る   | ゆ   | む   | ふ   |      | ぬ   | つ   | す   | く   | う   |
|      | れ   |      | め   | へ   |      | ね   | て   | せ   | け   | え   |
| ん   | ろ   | よ   | も   | ほ   |      | の   | と   | そ   | こ   | お   |

## あ
- ルイ・アガシー（Jean Louis Rodolphe Agassiz、1807 - 1873） - スイス生まれのアメリカ合衆国の海洋学者、地質学者、古生物学者。チャールズ・ダーウィンの有力な敵対者。
- 浅野清（1910 - 1989） - 日本の古生物学者。
- 東洋一（1949 - ） - 日本の恐竜学者、福井県立恐竜博物館名誉顧問。日本で初めて恐竜研究で学位を取得。
- メアリー・アニング（Mary Anning、1799 - 1847） - イギリスのプロ化石ハンター。イクチオサウルス、プレシオサウルスの発見者。
- オテニオ・アーベル（Othenio Lothar Franz Anton Louis Abel、1875 - 1946） - オーストリアの古生物学者。
- フロレンティーノ・アメギノ（Florentino Ameghino、1854 - 1911） - アルゼンチンの博物学者、古生物学者、人類学者、動物学者。
- 荒木一成（1961 - ） - 日本の恐竜造形家。
- ロイ・チャップマン・アンドリュース（Roy Chapman Andrews、1884- 1960） - アメリカ合衆国の探検家。ゴビ砂漠での恐竜化石の発見、インディアナ・ジョーンズのモデルの一人といわれる。

## い
- 石垣忍（1954 - ） - 日本の古生物学者。
- 石島渉（1906 - 1980） - 日本の地質学者、古生物学者。石灰藻研究の一人者。
- 井尻正二（1913 - 1999） - 日本の古生物学者、地質学者。
- 糸魚川淳二（1929 - 2021） - 日本の古生物学者、地質学者。
- 犬塚則久（1948 - ） - 日本の古生物学者。
- 伊庭靖弘（1981 - ）- 日本の古生物学者。
- 岩崎泰頴（1936 - ） - 日本の地質学者、古生物学者。

## う
- ウィリアム・クローフォード・ウィリアムソン（William Crawford Williamson、1816 - 1895） - イギリスの博物学者、古植物学者。
- チャールズ・ウォルコット（Charles Doolittle Walcott、1850 - 1927） - アメリカ合衆国の古生物学者、行政官。バージェス動物群の発見者。
- アーサー・スミス・ウッドワード（Sir Arthur Smith Woodward、1864 - 1944） - イギリスの古生物学者。

## お
- リチャード・オーウェン（Sir Richard Owen, 1804 - 1892） - イギリスの比較解剖学者、古生物学者。英国自然史博物館初代館長。恐竜（Dainosauria）の提唱者。チャールズ・ダーウィンの敵対者。
- 大森昌衛（1916 - 2011） - 日本の古生物学者・地質学者。
- 岡藤五郎（1924 - 1978） - 日本の古生物学者。
- 岡村長之助（1901 - 1990代?） - 日本の古生物（化石）研究者。その「独特の研究」でイグ・ノーベル賞を受賞。
- 尾崎博 （1907 - 1994） - 日本の古生物学者。
- ジョン・オストロム（John H. Ostrom、1928 - 2005） - アメリカ合衆国の古生物学者。デイノニクスの発見者であり、恐竜温血説の引き金となる。
- ヘンリー・フェアフィールド・オズボーン（Henry Fairfield Osborn、1857 ‐ 1935） - アメリカ合衆国の古生物学者。ティラノサウルス・レックスの命名者。アメリカ自然史博物館館長。
- 小沢儀明（1899 -  1929） - 日本の古生物学者、地質学者。
- 小畠郁生（1929 -  2015） - 日本の古生物学者。アンモナイトを中心とする無脊椎動物の研究者であるが、恐竜関連の書籍の監修でも有名。

## か
- ハンス・ブルノ・ガイニッツ（Hanns Bruno Geinitz、1814 - 1900） - ドイツの地質学者、古生物学者。
- 桂嘉志浩（1964 - ） - 日本の古生物学者。
- 加藤誠 (地質学者)（1932 - 2022） - 日本の地質学者。
- 金子隆一（1956 - 2013） - 日本のサイエンスライター。
- 亀井節夫（1925 - 2014） - 日本の古生物学者。
- フィリップ・J・カリー（Philip John Currie、1949 - ） - アメリカの古生物学者。
- 川崎悟司（1973 - ） - 日本の古生物イラストレーター。
- 勘米良亀齢（1923 - 2009） - 日本の古生物学者、地質学者。

## き
- 岸本眞五（1948 - ） - 日本の化石収集家。
- 北村晃寿（1962 - ） - 日本の地質学者。
- 木村由莉（1983 - ） - 日本の古生物学者。
- ジョルジュ・キュヴィエ（Baron Georges Léopold Chrétien Frédéric Dagobert Cuvier、1769 - 1832） - フランスの博物学者。古生物学の創始者。
- 恐竜くん→田中真士

## く
- フリードリッヒ・アウグスト・クヴェンシュテット（Friedrich August Quenstedt、1809 - 1889） - ドイツの地質学者、古生物学者
- スティーヴン・ジェイ・グールド（Stephen Jay Gould、1941 - 2002） - アメリカ合衆国の古生物学者（専門は陸生軟体動物）、進化生物学者、科学史家。進化論に関する著作で有名。
- プレストン・クラウド（Preston Cloud、1905 - 1991） - アメリカ合衆国の古生物学者、地理学者。
- 黒川みつひろ（1954 - ） - 日本の恐竜イラストレーター。

## こ
- ジャック・ゴーティエ（Jacques Gauthier） - アメリカ合衆国の古生物学者、系統学者。恐竜類の分岐分類の創始者。
- アルベール・ゴードリー（Jean Albert Gaudry、1827 - 1908） - フランスの地質学者、古生物学者。
- エドワード・ドリンカー・コープ（Edward Drinker Cope、1840 - 1894） - アメリカ合衆国の古生物学者、比較解剖学者。主竜類の提唱者。定向進化におけるコープの法則の提唱者。
- ロマン・コズロースキー（Roman Stanisław Jakub Kozłowski、1889 - 1977） - ポーランドの地質学者、古生物学者。
- 後藤仁敏（1946 - ） - 日本の古生物学者、解剖学者。
- 小西卓哉（1978 - ） - 日本の古生物学者。
- ウィリアム・ダニエル・コニベア (William Daniel Conybeare、1787-1857)  -  イギリスの聖職者かつ地質学者。プレシオサウルスの命名・記述を最初に行った。
- 小林貞一（1901 - 1996） - 日本の地球科学者。
- 小林快次（1971 - ） - 日本の古生物学者。主に恐竜を専門としており、フクイサウルス（2003年）、ジアンチャンゴサウルス（2013年）、カムイサウルス（2019年）、ヤマトサウルス（2021年）の記載者。
- エドウィン・ハリス・コルバート（Edwin Harris Colbert、1905 – 2001） - アメリカ合衆国の古脊椎動物学者。20世紀後半の古脊椎動物学、特に恐竜学において長く主導的立場にあった。

## さ
- 三枝春生（1958 - 2022） - 日本の古生物学者。
- 笹川一郎（1952 - ） - 日本の解剖学者。
- 佐藤たまき（佐藤環、1972 - ） - 日本の古生物学者。
- ダーラ・ザレニツキー（Darla Zelenitsky） - カナダの古生物学者。
- リンゼイ・ザノ（Lindsay Zanno） - アメリカの古生物学者。

## し
- トーマス・ジェファーソン（Thomas Jefferson、1743 - 1826） - アメリカ合衆国第3代大統領。アメリカマストドンの発見、記載者。
- 鹿間時夫（1912 - 1978） - 日本の古生物学者。
- 芝原暁彦（1978 - ） - 日本の古生物学者。
- 徐星（シュウ・シン、Xu Xing） - 中華人民共和国の古生物学者。ミクロラプトル・グイなど多数の羽毛恐竜の記載者。
- エルンスト・シュトローマー（Ernst Freiherr Stromer von Reichenbach、1870 – 1952） - ドイツの古生物学者。スピノサウルス、カルカロドントサウルスの発見、記載者。
- ジョージ・ゲイロード・シンプソン（George Gaylord Simpson、1902 - 1984） - アメリカ合衆国の古生物学者。化石記録には方向性がないことを示し、定向進化説を批判した。現代総合説への主要な貢献者の一人。

## す
- 鈴木直（1951 - ） - フタバスズキリュウの発見者。
- ウィリアム・スミス（William Smith、1769 - 1839） - イギリスの土木技師、地質学者。地層累重の法則と示準化石による年代決定法（地層同定の法則）を編み出した。
- アルバート・スワード（Albert Charles Seward、1863 - 1941） - イギリスの植物学者、地質学者。

## せ
- 瀬戸口烈司（1942 - ）日本の古生物学者。
- ポール・セレノ（セリーノ、Paul Sereno、1957 - ） - アメリカ合衆国の古生物学者。

## た
- 高橋啓一（1957 - ） - 日本の古生物学者。
- 田中源吾（1974 - ） - 日本の古生物学者。
- 田中康平（1985 - ） - 日本の古生物学者。
- 田中真士 - 恐竜くんとして知られる、日本のサイエンスコミュニケーター、恐竜イラストレーター。
- 田中公教（1987 - ） - 日本の古生物学者。
- アドルフ・ダルシアク（Etienne Jules Adolphe Desmier de Saint-Simon, Vicomte d'Archiac、1802 - 1868） - フランスの地質学者、古生物学者。
- ピーター・マーティン・ダンカン（Peter Martin Duncan、1824 - 1891） - イギリスの古生物学者。

## ち
- 千葉謙太郎（1985 - ）- 日本の古生物学者。
- 鎮西清高（1933 - ） - 日本の地質学者、古生物学者。

## つ
- カール・アルフレート・フォン・ツィッテル（Karl Alfred von Zittel、1839 - 1904） - ドイツの古生物学者、地質学者。
- 月本佳代美 - 日本のイラストレーター。
- 土隆一（1929 - 2015） - 日本の古生物学者。
- 土屋健 - 日本のサイエンスライター。

## て
- ドゥーガル・ディクソン（Dougal Dixon、1947 - ） - イギリス（スコットランド）の地質学者、古生物学者、サイエンスライター。『アフターマン』などの未来生物のフィクションの作者として有名。
- ピエール・テイヤール・ド・シャルダン（Pierre Teilhard de Chardin、1881 - 1955） - フランスの司祭、古生物学者。北京原人の発見者。
- マイケル・P・テイラー（Michael P. Taylor、1968 - ） - イギリスの古生物学者。
- ジョセフ・ティレル（Joseph Burr Tyrrell、1858 - 1957） - カナダの地質学者・古生物学者、探検家、歴史家。アルバートサウルスの発見者。ロイヤル・ティレル古生物学博物館はティレルにちなみ命名。
- ジェラール・ポール・デエー（Gérard Paul Deshayes、1795 - 1875） - フランスの地質学者、貝類学者。
- トーマス・デイヴィッドソン（Thomas Davidson、1817 - 1885） - イギリスの古生物学者。
- ウジェーヌ・デュボワ（Eugene Dubois、1858 - 1940） - オランダの解剖学者、人類学者。ジャワ原人の発見者。

## と
- ピーター・ドッドソン（Peter Dodson） - アメリカ合衆国の古生物学者。
- 董枝明（とう・ぎめい／ドン・チミン／Dong Zhiming、1937 - ） - 中華人民共和国の古生物学者。
- 徳永重康（1984 - 1940） - 日本の動物学者、地質学者、古生物学者。
- アルシド・ドルビニ（Alcide Charles Victor Marie Dessalines d'Orbigny、1802 - 1857） - フランスの博物学者。
- 冨田幸光（1950 - ）日本の古生物学者。国立科学博物館名誉研究員。

## な
- ダレン・ナイシュ（Daren Naish、1976 - ） - イギリスの古生物学者。
- ハインリッヒ・エドムント・ナウマン（Heinrich Edmund Naumann、1854 - 1927） - ドイツの地質学者、お雇い外国人。フォッサマグナの命名者。ナウマンゾウの名の由来。
- 直良信夫（1902 - 1985） - 日本の考古学者、古生物学者。
- 長尾巧（1891 - 1943） - 日本の地質学者・古生物学者。ニッポノサウルスの化石研究者として知られる。

## に
- 西田誠 - 日本の古植物学者。花の起源の研究など。ふたりの息子（西田治文・西田生郎）はともに植物学者となった。
- 西田治文 - 日本の古植物学者。西田誠の長男。

## は
- トマス・ヘンリー・ハクスリー（Thomas Henry Huxley、1825 - 1895） - イギリスの動物学者。チャールズ・ダーウィンの擁護者として有名。ヒプシロフォドンなどの恐竜の記載やメガロサウルスの研究により鳥類と恐竜の類縁関係に最初に言及した人物としても知られる。
- 長谷川善和（1930 - ）- 日本の古生物学者。
- 畑井小虎（1909 - 1977）- 日本の古生物学者。
- ロバート・バッカー（Robert T. Bakker、1945 - ） - アメリカ合衆国の古生物学者。恐竜温血説や恐竜進化説、病気による絶滅説など型破りで知られる恐竜研究者。
- ウィリアム・バックランド（William Buckland、1784 – 1856） - イギリスの地質学者、古生物学者、司祭。メガロサウルスの発見者、記載者。
- ジョン・ベル・ハッチャー（John Bell Hatcher、1861 - 1904） - アメリカ合衆国の古生物学者。トロサウルスの発見者。トリケラトプスやネドケラトプスの研究に貢献した。
- グレイアム・バッド（Graham Budd、1968 - ） - イギリスの古生物学者。クラウングループの概念の再紹介者。
- 花井哲郎（1924 - 2007） - 日本の地球科学者。専門は古生物学。
- 濱田隆士（1933 - 2011） - 日本の古生物学者。アンモナイト、地球環境変遷史が専門。福井県立恐竜博物館初代館長。
- マーク・ハレット（Mark Hallett、1947 - ）- アメリカの古生物イラストレーター。
- 早坂一郎（1891 - 1977） - 日本の古生物学者。
- 林昭次（1981 - ） - 日本の古生物学者及び進化生物学者。
- 速水格（1933 - 2013） - 日本の地球科学者。専門は古生物学。

## ひ
- デイビッド・ピーターズ（David Peters、1954 - ） - 古生物イラストレーター、絵本作家。後に自身のウェブサイトで独特な軟組織を描いた復元や独自の分類方法を発表しており、他の研究者（ダレン・ナイシュなど）からの視点は論争的である。
- フリードリヒ・フォン・ヒューネ（Friedrich von Huene、1875 - 1969） - ドイツの古生物学者。古竜脚類、竜脚形類、カルノサウルス類、コエルロサウルス類など多数の恐竜の高次分類群の提案者。
- 平野弘道（1945 - 2014） - 日本の古生物学者。専門は古生物学。
- 平山廉（1956 - ） - 日本の古生物学者。

## ふ
- レオポルト・フォン・ブーフ（Christian Leopold Freiherr von Buch、1774 - 1853） - ドイツの地質学者。示準化石の用語を確立し、層序学のパイオニアとなった。
- 藤井康文（1949 - ） - 日本の恐竜イラストレーター。
- バーナム・ブラウン（Barnum Brown、1873 - 1963） - アメリカ合衆国のプロ化石ハンター。ティラノサウルス・レックスの発見者。
- マルスラン・ブール（Marcellin Boule、1861 - 1942） - フランスの古生物学者。ネアンデルタール人の研究で知られる。
- ロバート・ブルーム（Robert Broom、1866 - 1951） - 南アフリカの古人類学者。レイモンド・ダートに続いてアウストラロピテクス化石を発見した。
- 古沢仁（1956 - 2023） - 日本の古生物学者。タキカワカイギュウの命名者。
- ハインリッヒ・ゲオルク・ブロン（Heinrich Georg Bronn、1800 - 1862） - ドイツの地質学者、古生物学者。

## へ
- オズヴァルト・ヘール（Oswald Heer、1809 - 1883） - スイスの地質学者、博物学者。
- アルタンゲレル・ペルレ（Altangerel Perle、1945 - ) - モンゴル国の古生物学者。
- マイケル・ベントン（Michael Benton、1956） - イギリスの古生物学者。

## ほ
- グレゴリー・ポール （Gregory Scott Paul、 1954 - ） - アメリカのフリーランス研究家、作家、イラストレーター。主に恐竜を専門としている。
- トマス・ホーキンス （Thomas Hawkins、 1810-1889）  -  イギリスのサマセット州の化石コレクター。イクチオサウルスとプレシオサウルスのコレクションは現在ロンドン自然史博物館に所蔵されている。博物館への売却の際、過剰な修復のために彼の標本の信頼性は論争の的になった。
- ジャック・ホーナー（John "Jack" R. Horner、1946 - ） - アメリカ合衆国の古生物学者。子育て恐竜マイアサウラの発見者。映画ジュラシック・パークのアドバイザー、アラン・グラントのモデル。
- 堀田進（1940 - 1990） - 、日本の地質学者、古生物学者。
- 堀田良幸（1949 - ） - 日本の化石収集家。カムイサウルスの発見者。
- トーマス・R・ホルツ（Thomas R. Holtzr、1965 -） - アメリカ合衆国の古生物学者。肉食恐竜の研究者で特にティラノサウルスの専門家。ティラノサウルスの分類について従来とは大きく異なる説を唱える。

## ま
- オスニエル・チャールズ・マーシュ（Othniel Charles Marsh、1831 - 1899） - アメリカ合衆国の古生物学者。多数の恐竜の発見、今日の分類の基礎を築く、エドワード・ドリンカー・コープのライバル。
- ヘルマン・フォン・マイヤー（Christian Erich Hermann von Meyer、1801 - 1869） - ドイツの古生物学者。
- 槇山次郎（1896 - 1986） - 日本の古生物学者、地質学者、貝類学者。
- マルコム・マッケナ（Malcolm Carnegie McKenna、1930 - 2008） - アメリカ合衆国の古生物学者。
- 松本達郎（1913 - 2009） - 日本の古生物学者。アンモナイト研究で知られる。
- 松本彦七郎（1887 - 1975） - 日本の動物学者、地質学者、古生物学者、人類学者、考古学者、博物学者。
- 真鍋真（1959 - ） - 日本の古生物学者、恐竜学者。
- カール・マルティン（Johann Karl Ludwig Martin、1851 - 1942） - ドイツの地質学者、古生物学者。
- ギデオン・マンテル（Gideon Algernon Mantell、1790 - 1852） - イギリスの医師。イグアノドンの発見者。

## み
- 宮内和也（1990? - 2007） - 小学2年生で悪性腫瘍を患いながらも、モササウルスの古生態学的研究に生涯を捧げ、日本学生科学賞や日本地質学会優秀賞を受賞。

## も
- 藻谷亮介（1967 - ） - 日本の古生物学者（古脊椎動物学者・進化生物学者）。

## や
- 矢島道子（1950 - ） - 古生物学者、科学史家、理学博士。
- 矢部長克（1878 - 1969） - 日本の地質学者、古生物学者。日本での地質学、古生物学の創始者。日本と大陸の構造学的研究や北海道のアンモナイト化石の研究で有名。

## よ
- 横山又次郎（1860 - 1942） - 日本の古生物学者

## ら
- ジョゼフ・ライディ（Joseph Leidy、1823 – 1891） - アメリカ合衆国の古生物学者。トラコドン、トロオドンなどの記載者。
- ローレンス・ラム（Lawrence Morris Lambe、1849 – 1934） - カナダの地質学者、古生物学者。エドモントサウルス、エウオプロケファルスなど多数の恐竜を発見、記載。ランベオサウルスの名前の由来。

## る
- リチャード・スワン・ルル（Richard Swann Lull、1867 - 1957） - アメリカ合衆国の古生物学者。ケラトプス類の恐竜を専門とし、世界で初めてケラトプス科をフリルの特徴から2つの亜科に分け、セントロサウルス亜科とケラトプス亜科（カスモサウルス亜科）を提唱した。

## わ
- デービッド・M・S・ワトソン（David Meredith Seares Watson、1886 - 1973） - イギリスの動物学者、比較解剖学者。